# Louise Hart
Louise Hartvigsen, kendt under kunstnernavnet Louise Hart (født 9. maj 1979 i Holstebro, død 8. november 2018) var en dansk musiker, sangerinde, autodidakt skuespiller samt radio- og tv-vært.
Hun slog igennem som sangerinde og blev senere kendt igennem børne-tv, hvor hun bl.a. medvirkede i DRs tv-program Hulter til Bulter på DR Ramasjang (med Sebastian Klein). Indtil sin død var hun vært på natradioprogrammet Nattevagten på Radio24syv.
Som sangerinde udgav hun to albums og spillede desuden på en række festivaler i 2010'erne. I 2013 medvirkede hun i musicalen Come Together på The Royal Carré Theater i Amsterdam og i 2014 i den dansk opsatte Mozart Teaterkoncert. Som skuespiller medvirkede Louise Hart i en række teaterforestillinger i Sverige.
Hun fik konstateret cancer fire dage før sin far (som flyttede til Danmark fra Pakistan da han var 16), og genoptog under forløbet forbindelsen, som havde været brudt i flere år. Louise Hart døde pludselig den 8. november 2018. Hun var i kemobehandling i 2016, og hun bloggede om sygdomsforløbet og medicinsk behandling. Da hendes død var uventet, stoppede hendes radioprogram øjeblikkeligt med dags varsel.

## Filmografi
- Children's Hospital (1998, 1 episode)
- Uden for kærligheden (2007)
- Yallahrup Færgeby (2007)
- Hulter til Bulter (2016)
- Hart - kræft, kemo og kærelighed (2020)

## Diskografi
- Louise Hart - 2002
- Velvet - 2008
- Ramasjang julehits - 2011
- Velvet - 2011